# Карнейль, Хуссейн
Хуссейн Карнейль (швед. Hussein Carneil, дари حسین کارنیل; род. 9 мая 2003, Кабул) — шведский и афганский футболист, полузащитник шведского «Гётеборга».

## Клубная карьера
Начинал заниматься футболом в «Тролльхеттане», затем некоторое время выступал за «Скуфтебюн». В 2019 году перебрался в академию «Гётеборга». С осени 2021 года стал привлекаться к тренировкам с основной командой клуба. 20 февраля сыграл первую игру за «Гётеборга». В матче группового этапа кубка страны против «Ландскруна» он появился на поле на 70-й минуте вместо Хосама Айеша. 15 марта подписал с командой первый профессиональный контракт до конца 2025 года. 17 апреля 2022 года в матче очередного тура с «Хеккеном» дебютировал за клуб в чемпионате Швеции, заменив в компенсированное ко второму тайму время Тобиаса Сану.

## Клубная статистика
| Выступление      | Выступление      | Выступление      | Лига | Лига | Кубки | Кубки | Конт. кубки | Конт. кубки | Итого | Итого |
| Клуб             | Лига             | Сезон            | Игры | Голы | Игры  | Голы  | Игры        | Голы        | Игры  | Голы  |
| ---------------- | ---------------- | ---------------- | ---- | ---- | ----- | ----- | ----------- | ----------- | ----- | ----- |
| Гётеборг         | Алльсвенскан     | 2022             | 3    | 0    | 2     | 0     | 0           | 0           | 5     | 0     |
| Гётеборг         | Итого            | Итого            | 3    | 0    | 2     | 0     | 0           | 0           | 5     | 0     |
| Всего за карьеру | Всего за карьеру | Всего за карьеру | 3    | 0    | 2     | 0     | 0           | 0           | 5     | 0     |